# Korkyräische Peitsche
Die sogenannte Korkyräische Peitsche, auch Dodonäisches Erzgefäß, Dodonäischer Gong, Dodonäischer Klang oder Dodonäischer Kessel genannt, ist ein nicht erhaltenes, aber durch die literarische Überlieferung bekanntes Weihgeschenk, das sich im antiken Heiligtum von Dodona befunden haben soll.

Rekonstruktion des „dodonäischen Erzgefäßes“ durch Cook, 1902

Informationen zum Dodonäischen Erzgefäß sind vor allem im Lexikon des byzantinischen Gelehrten Stephanos von Byzanz überliefert. Er schildert auf der Grundlage antiker Autoren zwei unterschiedliche Überlieferungen zu diesem Gefäß, das wegen seines lange anhaltenden Klanges berühmt war. Laut dem attischen Annalisten Demon wurden in Dodona bronzene Dreifüße mit dazugehörigen Kesseln aufbewahrt, die in einem dichten Kreis zusammengestellt waren. Schlug man auf sie, gab es ein lang anhaltendes Echo, das im ganzen Temnos-Gebirge zu hören gewesen sein soll. Die Kessel sollen so lange geklungen haben, bis ihre Vibration von Hand gestoppt wurde. Nach einer anderen bei Stephanos überlieferten Version von Polemon von Ilion, die bei Strabon noch erweitert wurde, stammte der Klang von einem Weihgeschenk der Stadt Korkyra. Demnach stiftete die Stadt zwei Säulen. Auf einer stand eine bronzene Knabenfigur, die eine Peitsche in der Hand hielt. An der Peitschenkette befanden sich Astragale, die bei Wind gegen einen Kessel schlugen, der auf der zweiten Säule stand. Der Erzklang des Kessels soll so lange angedauert haben, dass man in dieser Zeit bis 400 zählen konnte. Diese „korkyräische Peitsche“ wurde sprichwörtlich – als Sprichwort etwa in der Suda zitiert – und ist beispielsweise in Aristophanes’ Die Vögel überliefert. Die erste Version der Geschichte ist historisch nicht haltbar, in der Forschung wird die zweite Geschichte als wahrscheinlich angesehen. Da das Weihgeschenk recht kompliziert war, wurde gemutmaßt, es könne kaum in die Zeit vor 500 v. Chr. datiert werden. Somit läge eine Datierung in den Zeitraum zwischen dem 5. und 3. Jahrhundert v. Chr. nahe. Gleichwohl ist auch eine Entstehung im 6. Jahrhundert v. Chr. denkbar. Allein die literarische Überlieferung gibt hier zu wenig Anhaltspunkte. Die sprichwörtliche Erwähnung der „korkyräischen Peitsche“ bei Aristophanes im Jahr 414 v. Chr. legt nahe, dass das Weihgeschenk im 5. Jahrhundert v. Chr. bekannt war.